# Чернин, Питер
Питер Чернин (англ. Peter Chernin; род. 29 мая 1951 года) — американский бизнесмен, продюсер и инвестор. Он является председателем и главой компании «The Chernin Group» (TCG), которую он основал в 2009 году. TCG управляет, работает и вкладывает средства в бизнес, СМИ, развлечения и технологии. В частности, компания фокусируется на трёх областях: разработка премиум-контента для кино и телевидения, разработка инвестиций для технологий и медиа-компаний в США и опора на стратегические возможности для бизнеса на развивающихся рынках, особенно в Азии. В апреле 2012 года, Чернин продал миноритарный пакет акций TCG стратегически инвестиционным партнёрам «Providence Equity Partners», ведущей частной инвестиционной фирме, и другим частным инвесторам.
Член советов директоров «American Express», «Twitter», «Pandora» и «Pandora and Friends of the Global Fight Against AIDS, Tuberculosis and Malaria». Он также является председателем «Malaria No More» и попечителем «Malaria No More UK», некоммерческих организаций, посвящённых окончанию смертей от малярии.
В апреле 2013 года, Чернин сделал ставку около $500 млн. для Hulu, популярного онлайн-сервиса потокового видео.
Чернин пожертвовал более чем $100 000 демократической партии кандидатов и ассоциированных организаций, а также на хостинг Барака Обамы на дому для сбора средств в 2013 году.

## Ранняя жизнь и образование
Чернин родился в Харрисоне, Нью-Йорке, в семье Мэри (дев. фамилия Таунсенд) и Герберта Чернинов. Чернина, чей отец был евреем, растили унитарианином. Он получил степень бакалавра по английской литературе в Калифорнийском университете в Беркли. Чернин женат на Меган (Броуди) Чернин. У них трое детей: Дэвид (род. 1981), Джон (род. 1983) и Маргарет (род. 1987).

## Карьера
Чернина считают одним из самых влиятельных медийных менеджеров. Он присоединился к Fox от Lorimar Film Television, где работал президентом и главным операционным директором. Раннее он работал исполнительным вице-президентом, специалистом по программированию и маркетингу на Showtime/The Movie Channel. До Showtime, Чернин был вице-президентом по развитию и производству в David Gerber Company. Он начал свою карьеру в публикации, сначала в качестве директора по связи с общественностью в St. Martin's Press, а позже издателем в Warner Brooks.

## Фильмография
- Восстание планеты обезьян / Rise of the Planet of the Apes (2011)
- Родительский беспредел / Parental Guidance (2012)
- Обливион / Oblivion (2013)
- Копы в юбках / The Heat (2013)
- Планета обезьян: Революция / Dawn of the Planet of the Apes (2014)
- Общак / The Drop (2014)
- Исход: Цари и боги / Exodus: Gods and Kings (2014)
- Шпион / Spy (2015)
- Планета обезьян: Война / War of the Planet of the Apes (2017)
- Гонка века / The Mercy (2018)
- Под водой /  (2020)